# Хамид, Захид
Захид Хамид (англ. Zahid Hamid; род. 24 октября 1947 года, Лахор) — пакистанский государственный деятель, действующий министр науки и технологий страны.

## Биография
Захид Хамид родился в Лахоре (провинция Пенджаб) в семье политических деятелей. Его отец, Хамид Наваз, был активистом Пакистанского движения и поклонником Мухаммада Али Джинны (основателя Пакистана). Хамид Наваз был профессиональным военным, дослужился до звания бригадного генерала пакистанских вооружённых сил (ушёл в отставку в 1975 году), затем работал в министерстве иностранных дел. В 2009 году Хамид Наваз скончался в возрасте 94 лет. Его брат, Шахид Хамид, был губернатором Пенджаба в 1997 году и одним из лидеров Пакистанской мусульманской лиги (Н). 
Окончив среднюю школу, Захид Хамид поступил в Университет Пенджаба, где изучал право. В 1971 году Захид получил степень бакалавра юриспруденции, затем отправился в Великобританию, где поступил в Кембриджский университет. В этом университете он получил степень магистра юриспруденции и поступил в аспирантуру. Кроме того, Хамид участвовал в семинарах по Управлению в бизнес-школе Гарвардского университета.

### Карьера в политике
После получения высшего образования в 1980-е годы и возвращения в Пакистан Хамид начал свою карьеру в качестве профессионального юриста и в конечном итоге стал старшим адвокатом при Верховном суде Пакистана. В 1990-х годах он активно работал в области экологического права над решением экологических проблем страны. С его подачи были составлены и приняты федеральные законы по защите окружающей среды. В 1997 году Захид инициировал создание агентства по охране окружающей среды, тогдашний премьер-министр Наваз Шариф назначил его Генеральным директором этого агентства. В 1999 году в стране произошёл военный переворот под руководством генерала Первеза Мушаррафа и Захид Хамид был уволен со своей должности.
В 2002 году Захид успешно прошёл на выборах в парламент как независимый кандидат, из ПМЛ-Н он вышел из-за конфликта с её руководителем Чоудхри Шуджатом Хусейном. С 2004 по 2007 год он занимал должности министра обороны, инвестиций и приватизации. В 2008 году Захид возглавил Министерство юстиции и защиты прав человека. В 2008 году во время чрезвычайного положения, введенного тогдашним президентом Первезом Мушаррафом, Хамид оставался одним из ключевых министров страны. В 2008 году его сменил на должности Фарук Наек из Пакистанской народной партии.  В 2012 году Хамид вновь вступил в партию ПМЛ-Н после десятилетнего перерыва. 23 июня 2013 года был назначен федеральным министром по науке и технологиям в правительстве премьер-министра Наваза Шарифа.

### Министр науки и технологий
7 июня 2013 года Хамид был назначен министром юстиции и защиты прав человека премьер-министром Навазом Шарифом. Но в это время началось расследование деятельности бывшего президента Первеза Мушаррафа и началась резкая критика в парламенте против назначения Хамида на министерскую должность из-за его поддержки правящего режима во время в чрезвычайного положения в 2008 году. 23 июня 2013 года Захид был переназначен Навазом Шарифом и стал министром по науке и технологиям.